# Апанасович, Юлия Алексеевна
Юлия Алексеевна Апанасович (род. 10 ноября 1996 года) — белорусский боксёр. Призёр чемпионатов Европы 2016 и 2019 годов. Мастер спорта международного класса Республики Беларусь.

## Биография
Окончила факультет физической культуры в Гомельском государственном университете имени Франциска Скорины.

## Карьера
На Европейском чемпионате 2016 года, в весовой категории до 57 кг, она сумела дойти до полуфинала и завоевать бронзовую медаль.
На 10-м чемпионате мира по боксу среди женщин в Индии, в поединке второго раунда она уступила марокканской спортсменке Зохре Эз-Захрауи, и покинула турнир.
В 2019 году Юлия приняла участие в чемпионате Европы по боксу, который состоялся в Испании. Она добралась до полуфинала, в котором уступила своей сопернице из России Карине Тазабековой и завоевала бронзовую медаль чемпионата.
На 11-м чемпионате мира по боксу среди женщин в Улан-Удэ, в поединке второго раунда она уступила немецкой спортсменке Урсуле Готтлоб, и вновь покинула турнир.
В марте 2023 года Юлия Апанасович стала бронзовой медалисткой XIII чемпионата мира по боксу в Индии.

## Награды
- Лауреат премии Гомельского областного исполнительного комитета за высокие спортивные достижения в 2023 году[5].